# Cap Vert
Cap Vert er en halvø i Vestafrika, hvorpå Afrikas vestligste punkt findes. Halvøen blev oprindeligt af portugisiske opdagelsesrejsende kaldt Cabo Verde (Den grønne halvø), hvilket ikke må forveksles med øgruppen Kap Verde, der ligger omkring 560 km mod vest i Atlanterhavet. Halvøen er et klipperigt forbjerg, der strækker sig ud fra det sandrige land i Senegal. 
Cap Vert har form som en trekant, hvis sidelængde er ca. 15 km. Senegals hovedstad Dakar ligger ved den sydlige spids af Cap Vert, hvor der findes en glimrende havn. På nordsiden finder man Dakars tidligere lufthavn, Léopold Sédar Senghor International Airport, der spillede en vigtig rolle som mellemlandingsplads for amerikanske fly under 2. verdenskrig. Den nye internationale lufthavn åbnede i 2017 og er beliggende ti kilometer vest for storbyen Thiès.
14°44′41″N 17°31′13″V / 14.744722222222°N 17.520277777778°V